# Бівер (Огайо)
Бівер (англ. Beaver) — селище (англ. village) в США, в окрузі Пайк штату Огайо. Населення — 442 особи (2020).

## Географія
Бівер розташований за координатами 39°2′6″ пн. ш. 82°49′33″ зх. д. / 39.03500° пн. ш. 82.82583° зх. д. (39.034981, -82.825695).  За даними Бюро перепису населення США в 2010 році селище мало площу 1,01 км², з яких 1,01 км² — суходіл та 0,00 км² — водойми.

## Демографія
Згідно з переписом 2010 року, у селищі мешкало 449 осіб у 182 домогосподарствах у складі 109 родин. Густота населення становила 444 особи/км².  Було 221 помешкання (218/км²).
Расовий склад населення:
| - 94,7 % — білих |

До двох чи більше рас належало 4,9 %. Частка іспаномовних становила 2,2 % від усіх жителів.
За віковим діапазоном населення розподілялося таким чином: 27,4 % — особи молодші 18 років, 59,0 % — особи у віці 18—64 років, 13,6 % — особи у віці 65 років та старші. Медіана віку мешканця становила 31,8 року. На 100 осіб жіночої статі у селищі припадало 84,8 чоловіків;  на 100 жінок у віці від 18 років та старших — 77,2 чоловіків також старших 18 років.
Середній дохід на одне домашнє господарство  становив 36 444 долари США (медіана — 22 813), а середній дохід на одну сім'ю — 49 548 доларів (медіана — 42 292). За межею бідності перебувало 40,7 % осіб, у тому числі 59,0 % дітей у віці до 18 років та 28,8 % осіб у віці 65 років та старших.
Цивільне працевлаштоване населення становило 150 осіб. Основні галузі зайнятості: роздрібна торгівля — 20,0 %, освіта, охорона здоров'я та соціальна допомога — 18,0 %, публічна адміністрація — 15,3 %.